# Chrysolina infernalis
Chrysolina infernalis é uma espécie de artrópode pertencente à família Chrysomelidae.